# 漢堡大都市區
漢堡大都市區（德語：Metropolregion Hamburg）是德國的一個大都市區，中心城市是漢堡，並且也包括下薩克森州、什勒斯維希-霍爾斯坦、梅克倫堡-西波美恩三個州的部分地區。漢堡大都市區面積約26,000平方（10,000平方英里），人口超過510萬人。2006年1月1日，漢堡大都市區辦公室正式設立。

## 外部連結

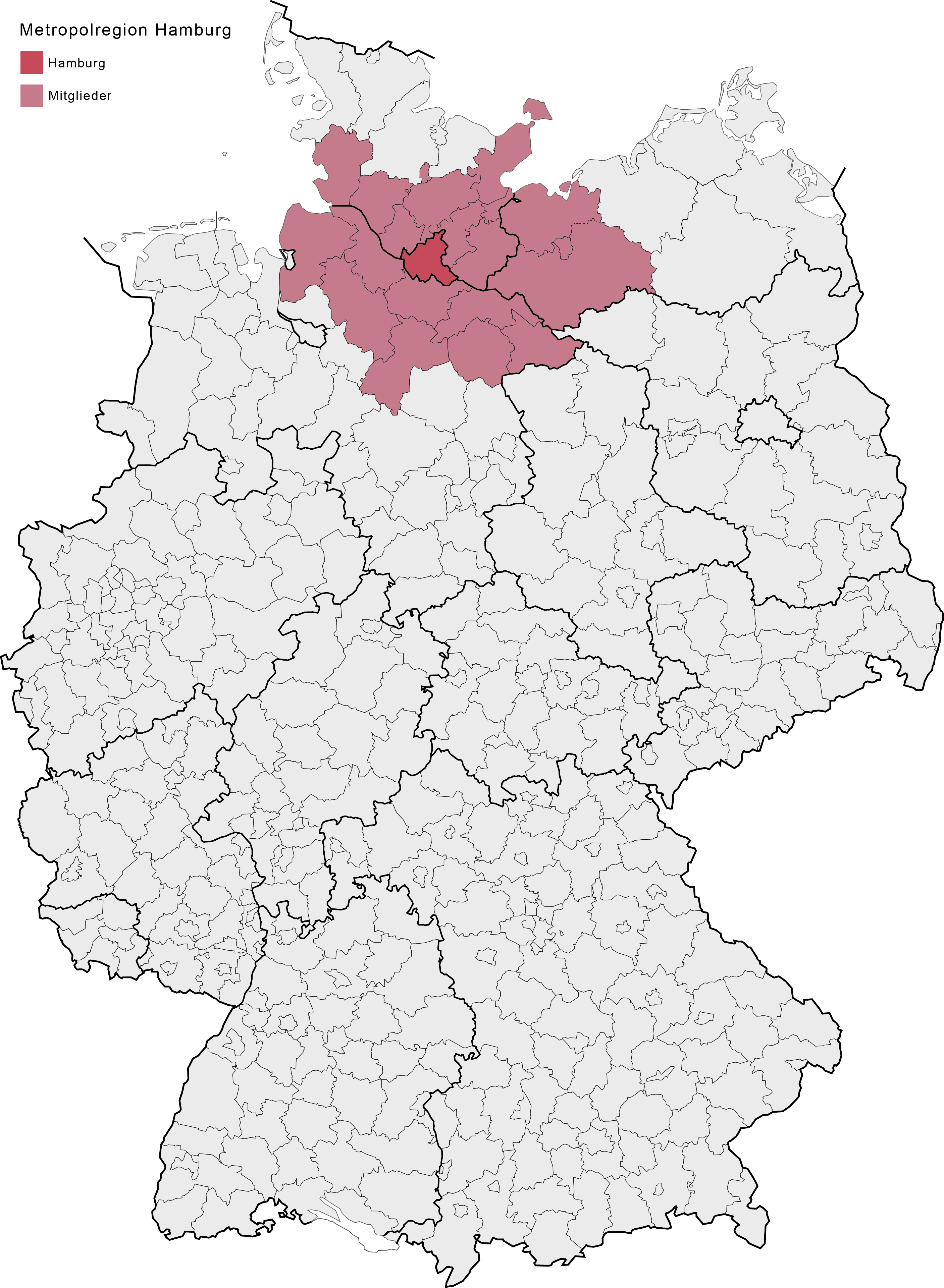
漢堡大都市區

- Metropolregion Hamburg （页面存档备份，存于） - official webpage

53°30′N 10°00′E / 53.5°N 10.0°E